# بارديل شاوشي
بارديل شاوشي (بالألبانية: Bardhyl Çaushi ) (1936-1999) هو محام وناشط في مجال حقوق الإنسان من ألبان كوسوفو. كان نشط للغاية في قضايا انتهاكات حقوق الإنسان في كوسوفو، وكان عميد كلية الحقوق في جامعة بريشتينا، وأول رئيس لقانونيين مستقلين في كوسوفو. أثناء قصف الناتو ليوغوسلافيا، اختطفته القوات اليوغوسلافية واحتُجز في سجون في صربيا. كانت حالة شاوشي غير معروفة حتى عام 2005 عندما تم العثور على رفاته والتعرف عليها. أعيد جثمانه إلى كوسوفو، حيث أعيد دفنه مع مرتبة الشرف الرئاسية.